# 名古屋市立緑丘小学校・中学校

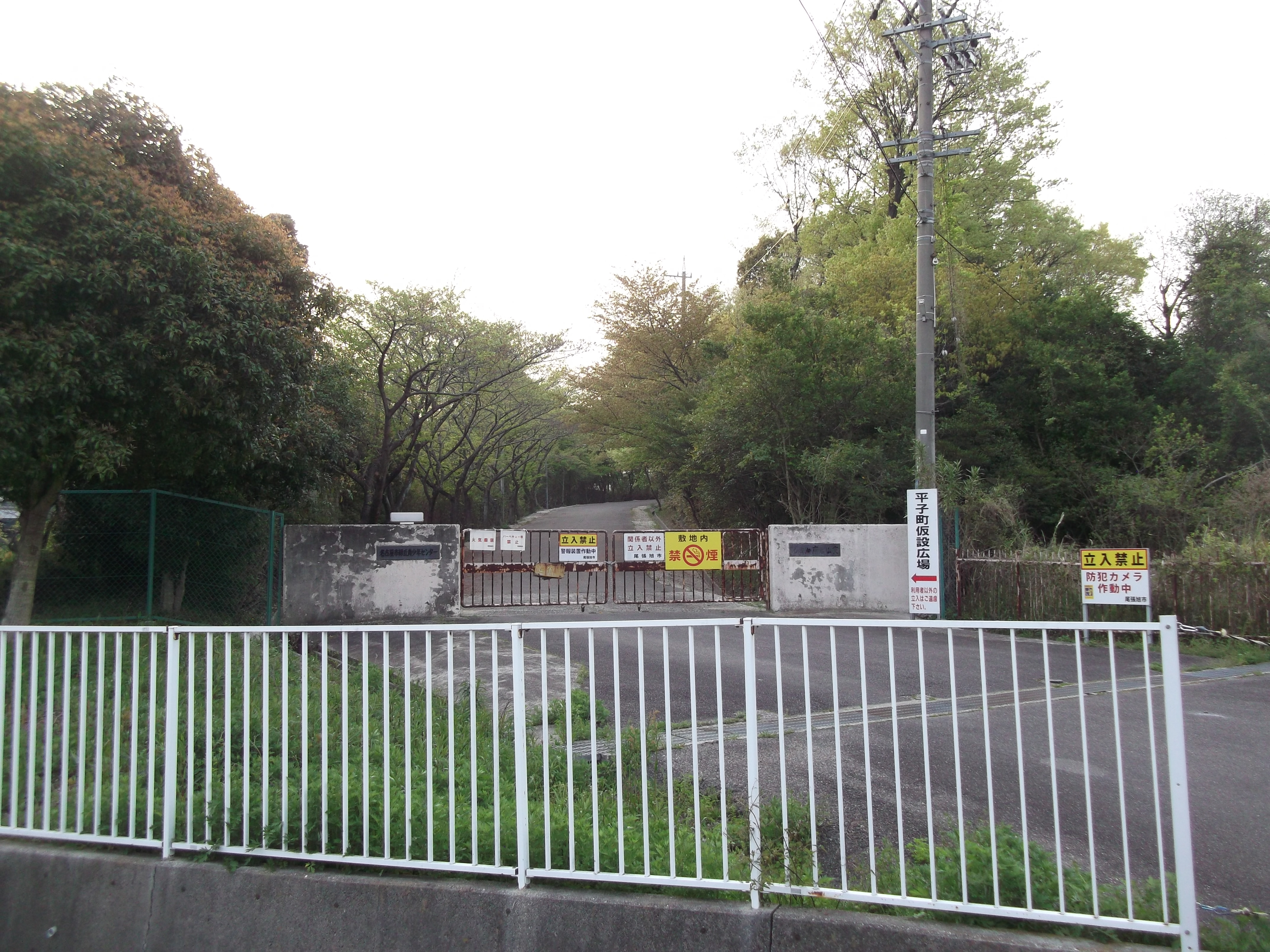
若松寮・名古屋市立緑丘小学校中学校跡地入口（2015年4月）

名古屋市立緑丘小学校・中学校（なごやしりつみどりがおかしょうがっこう・ちゅうがっこう）は、愛知県尾張旭市に所在した名古屋市立小学校・中学校。全寮制であり、敷地内に若松寮を併設していたため、本項ではこれも含めて述べる。

## 概要
当校は名古屋市立野間郊外学園・名古屋市立横須賀郊外学園・名古屋市立本宿郊外学園という3つの郊外学園を前身としている。それぞれの機能を引き継ぎ、1967年（昭和42年）1月1日に東春日井郡旭町大字新居字平子5174番地の794において発足した。
校地は名古屋市守山区に隣接するものの、市外の尾張旭市にある「名古屋市福祉団地」の一角にあり、学校教育法を根拠とする公立学校と、児童福祉法による養護施設である若松寮の両輪により一体の教育を行う全国でも珍しい教育機関であった。発足からしばらくは中学校長が小学校長および寮長を兼ね、教職員も寮職員を兼ねる状態であった。
基本的には名古屋市児童相談所により若松寮への入寮が認められた者が通学対象であった。元々、家庭環境に恵まれない者が多かったが、昭和40年代からは長期欠席・怠学・登校拒否などによる学業遅滞者も増加したという。

小中は小規模校として推移したが、入寮者が減少したため、1991年（平成3年）3月には小学校が休校となり、児童は名古屋市立志段味西小学校に区域外通学することとなった。また、1993年（平成5年）3月には、中学校を含めて廃校となり、生徒は区域外通学生として名古屋市立志段味中学校に編入された。
若松寮についてはそのまま存続したが、1997年（平成9年）に名古屋市名東区山香町に移転して、指定学区が変更された。また、2016年（平成28年）4月1日社会福祉法人昭徳会に民間移譲され、児童養護施設名古屋若松寮に改組された。